# (20618) Daniebutler
(20618) Daniebutler est un astéroïde de la ceinture principale d'astéroïdes.

## Description
(20618) Daniebutler est un astéroïde de la ceinture principale d'astéroïdes. Il fut découvert le 29 septembre 1999 à Socorro (Nouveau-Mexique) par le projet LINEAR. Il présente une orbite caractérisée par un demi-grand axe de 2,46 UA, une excentricité de 0,15 et une inclinaison de 7,1° par rapport à l'écliptique.

## Compléments